# Maria Isabel Barreno
Maria Isabel Barreno (Lisbona, 10 luglio 1939 – Lisbona, 3 settembre 2016) è stata una scrittrice portoghese, professoressa presso l'Università di Lisbona, dove si era anche laureata. Fece parte del Movimento Femminista del Portogallo. con Maria Velho da Costa (vincitrice del Premio Camões nel 2002) e Maria Teresa Horta.

## Opere
- Adaptação do Trabalhador de Origem Rural ao Meio Industrial Urbano (1966)
- A Condição da Mulher Portuguesa (1968)
- De Noite as Árvores São Negras (1968)
- Os Outros Legítimos Superiores (1970)
- Novas Cartas Portuguesas (1971)
- A Morte da Mãe (1972))
- A Imagem da Mulher na Imprensa (1976)
- Inventário de Ana (1982)
- Contos Analógicos (1983)
- Sinos do Universo (1984)
- Contos (1985)
- Célia e Celina (1985)
- O Outro Desbotado (1986)
- O Falso Neutro (1989)
- O Direito ao Presente (1990)
- Crónica do Tempo (1991)
- O enviado (1991)
- O Chão Salgado (1992)
- Os Sensos Incomuns (1993)
- O Senhor das Ilhas (1994)
- As Vésperas Esquecidas (1999)